# Социјалдемократе (Данска)
Социјалдемократе је данска политичка странка социјалдемократске оријентације.
Странка је основана 1871. године а први пут је ушла у Парламент 1884. Почетком 20. века Социјалдемократе су постале најјача странка у данском парламенту, и задржали су ту позицију и наредних 77 година.
Странка "Социјалдемократе" је чланица Партије европских социјалиста и тренутно има три посланика у Европском парламенту после избора 2014.